# Dom in Siria
I dom in Siria costituiscono una comunità di etnia romaní, stabilitasi nel Paese a partire dal medioevo. Prevalentemente sedentaria, la comunità è in parte costituita da gruppi semi-nomadi. La comunità è concentrata prevalentemente ad Aleppo, con cospicue comunità anche a Damasco, Homs e Laodicea. La comunità vive situazioni di emarginazione sociale; sono anche identificati come Qurbāṭ, Qarač e Nawar. L'esonimo "Nawar" potrebbe essere talvolta usato in modo offensivo, denotando uno stile di vita spregevole e immorale che li associa a mendicanti, itineranti e ladri.
Si ritiene che i dom siano emigrati dal subcontinente indiano attraverso la Persia. Sembrano essere stati una casta nomade, specializzata nella metallurgia e nell'intrattenimento. Parlano prevalentemente il domari, lingua indo-ariana con forti influenze della lingua turca, curda e araba. Durante la guerra civile siriana, ci sono stati diversi rapporti riguardanti dom siriani rifugiati in Turchia, Libano e Giordania.